# Werner Braune
Werner Braune (ur. 11 kwietnia 1909 w Mehrstedt, zm. 8 czerwca 1951 w Landsbergu) – SS-Obersturmbannführer i członek SD, niemiecki zbrodniarz wojenny, w czasie II wojny światowej stojący na czele Einsatzkommando 11b.
W 1931 roku wstąpił do NSDAP, a w 1934 roku do SS. W 1940 roku został szefem Gestapo w Wesermünde. Od października 1941 był szefem Einsatzkommando 11b działającego w ramach Einsatzgruppe D. Miał młodszego brata, Fritza Braune, który stał na czele Sonderkommando 4b działającego w ramach Einsatzguppe C. Jego oddział dopuścił się zbrodni w Symferopolu na Krymie, gdzie wymordowano w ciągu trzech dni ok. 14300 Żydów.
Po wojnie został zatrzymany i osądzony przed Amerykańskim Trybunałem Wojskowym w Procesie Einsatzgruppen. W wyniku przewodu sądowego został uznany za winnego zarzucanych mu czynów i skazany na karę śmierci przez powieszenie. Został stracony w więzieniu Landsberg w 1951 roku wraz z trzema innymi wysokimi rangą oficerami Einsatzgruppen.